# كونكويستا دي لا سايرا
بلدية كونكويستا دي لا سايرا (بالإسبانية: Conquista de la Sierra)‏، هي بلدية تقع في مقاطعة قصرش والتي تقع في منطقة إكستريمادورا، غرب إسبانيا.
يبلغ عدد سكانها 215 نسمة وفقاً لإحصائية سنة (2002).